# Звёздная карта
Звёздная карта — изображение звёздного неба или его части, показывающее расположенные на ней объекты (звёзды, планеты, кометы и т. п.) в определённой системе условных знаков. Как и географическая карта, звёздная карта снабжается координатной сеткой в экваториальной системе небесных координат. Различают рисованные и фотографические карты звёздного неба.
Набор звёздных карт, содержащих смежные участки неба, называется звёздным атласом.
Звёздная карта предназначена для отождествления астрономических объектов на небе с объектами в каталогах, поиска объектов по их координатам. С помощью звёздной карты также могут быть определены приблизительные координаты небесных объектов.

## Картографические проекции
Общие обзорные звёздные карты обычно составляют отдельно для Северного и Южного полушарий неба в стереографической проекции. Для изображения экваториального пояса неба применяют цилиндрические проекции. Полярные районы неба изображаются в азимутальных проекциях, а промежуточные — в конических.
На звёздных картах, изображающих весь небосвод, запад и восток обменены местами, поскольку такие карты сделаны в предположении, что наблюдатель смотрит на них снизу, как на реальное небо (наблюдатель, находящийся в Северном полушарии, должен встать лицом на юг).

## История создания звёздных карт и атласов

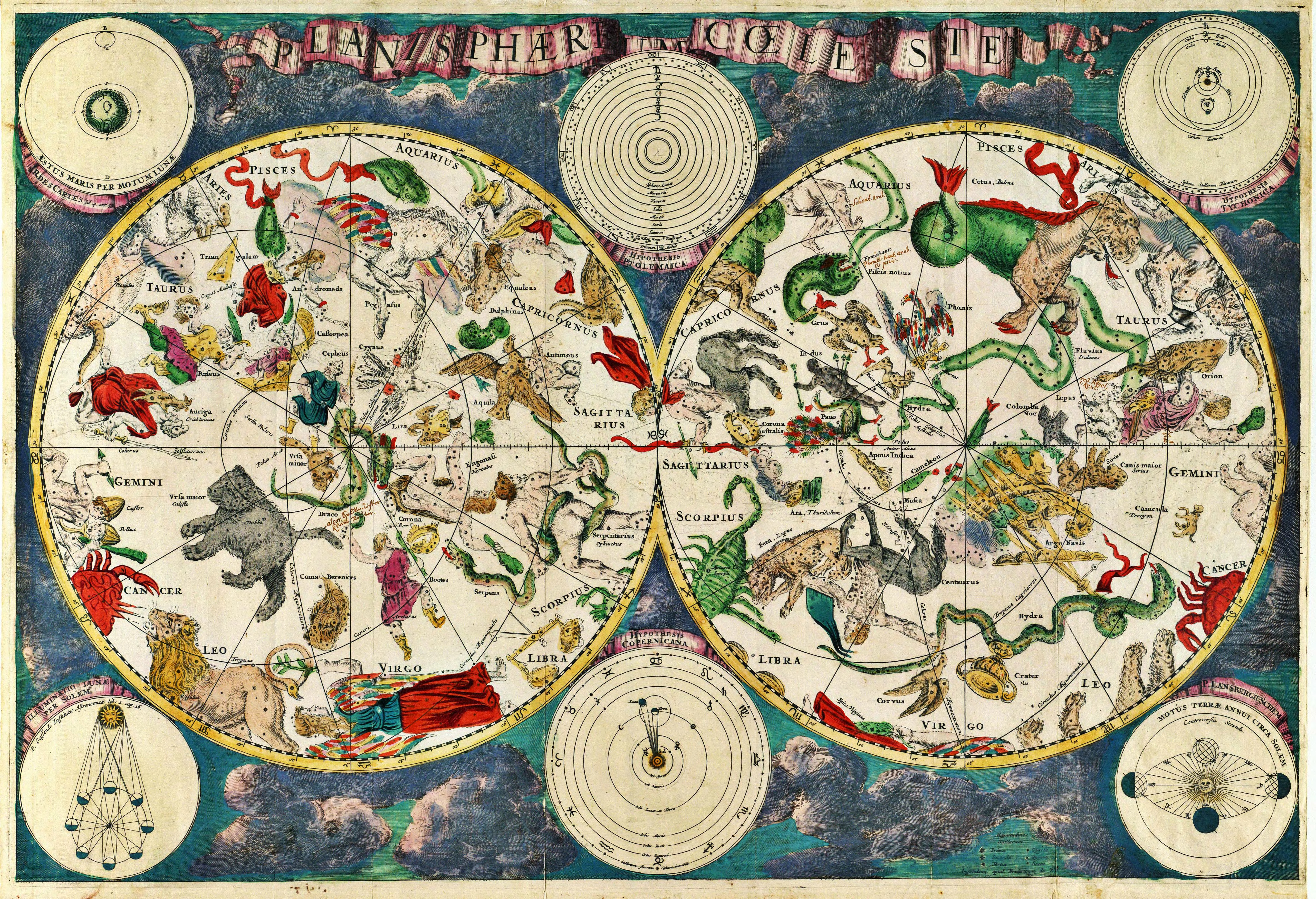
Карта звёздного неба XVII века голландского картографа Фредерика де Вита.

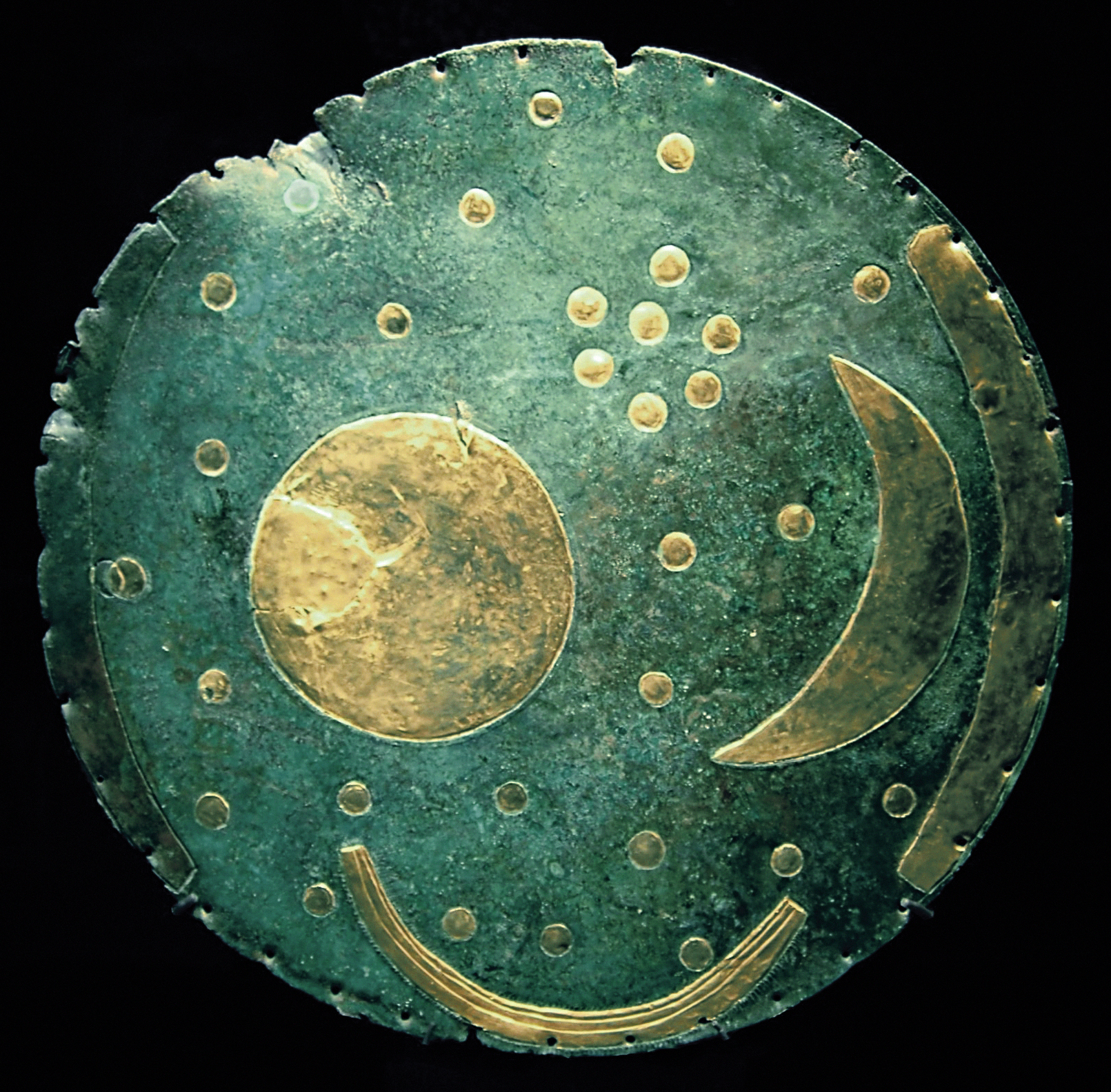
Небесный диск из Небры

Самой древней из известных звёздных карт может быть резной бивень мамонта, изготовленный ранними людьми из Азии, мигрировавшими в Европу, который был обнаружен в Германии в 1979 году. Артефакту 32 500 лет, и он имеет резьбу, напоминающую созвездие Ориона.
Рисунок на стене пещер Ласко во Франции имеет графическое изображение звёздного скопления Плеяды. Он датирован от 33 до 10 тысяч лет назад. Исследователь Майкл А. Раппенглюк предположил, что на изображения в тех же пещерах человека с головой птицы, бизона и головы птицы на вершине дерева, вместе могут изображать Летний треугольник, который в то время был циркумполярным образованием. Раппенглюк также обнаружил рисунок созвездия Северной Короны в пещере Эль-Кастильо на севере Испании, сделанный в тот же период, что в пещере Ласко.
Ещё одна звёздная карта, созданная более 21 тысяч лет назад, была найдена в пещере La Tête du Lion во Франции. Бык на этом изображении может представлять созвездие Тельца, с узором, представляющим Плеяды прямо над ним.
Звёздная карта, нарисованная 5 тысяч лет назад в Индии в Кашмире, на которой также впервые в истории человечества показана сверхновая.
Небесный диск из Небры— бронзовый диск диаметром 30 см, покрытый патиной цвета аквамарина, с вставками из золота, изображающими Солнце, Луну и 32 звезды, в том числе скопление Плеяды. С художественной и археологической точек зрения — уникум. По косвенным признакам его принято относить к унетицкой культуре Центральной Европы (ок. XVII века до н. э.). Если принять гипотезу о том, что диск использовался для измерения угла между точками восхода и захода солнца во время солнцестояний, его следует признать древнейшим переносным устройством для такого рода измерений. На астрономическую функцию диска указывает добавление с правого и левого края дугообразных пластин, изготовленных из золота иного происхождения, нежели знаки Солнца, Луны и звёзд. Дуги описывают угол в 82 градуса, что соответствует углу между положением солнца во время летнего и зимнего солнцестояния на широте Небры. При наложении этих пластин две звезды оказались скрытыми под ними, а одну звезду пришлось перенести в сторону. В настоящее время левая пластина утрачена. Некоторое время спустя к нижней части диска была прикреплена ещё одна дугообразная золотая вставка, относительно значения которой нет ясности. Это изображение истолковывается как солнечная лодка (с многочисленными поперечными царапинами, символизирующими вёсла), Млечный Путь либо радуга.
Самая древняя карта с точной датировкой появилась в древнеегипетской астрономии в 1534 году до н. э. Самые ранние из известных звёздных каталогов были составлены древними вавилонскими астрономами Месопотамии в конце 2-го тысячелетия до н. э., в период Кассита (около 1531—1155 гг. до н. э.). Самые древние записи китайской астрономии датируются периодом Воюющих Государств (476—221 гг. до н. э.), но самые ранние сохранившиеся китайские звёздные каталоги астрономов Ши Шэнь и Ган Де найдены во II веке до н. э. Шиджи историком Западной Ханьцы Сыма Цянем. Самое старое китайское графическое изображение ночного неба представляет собой лакированную шкатулку из гробницы И Цзэня 5-го века до нашей эры, хотя это изображение показывает расположение китайских созвездий и не показывает отдельных звёзд.

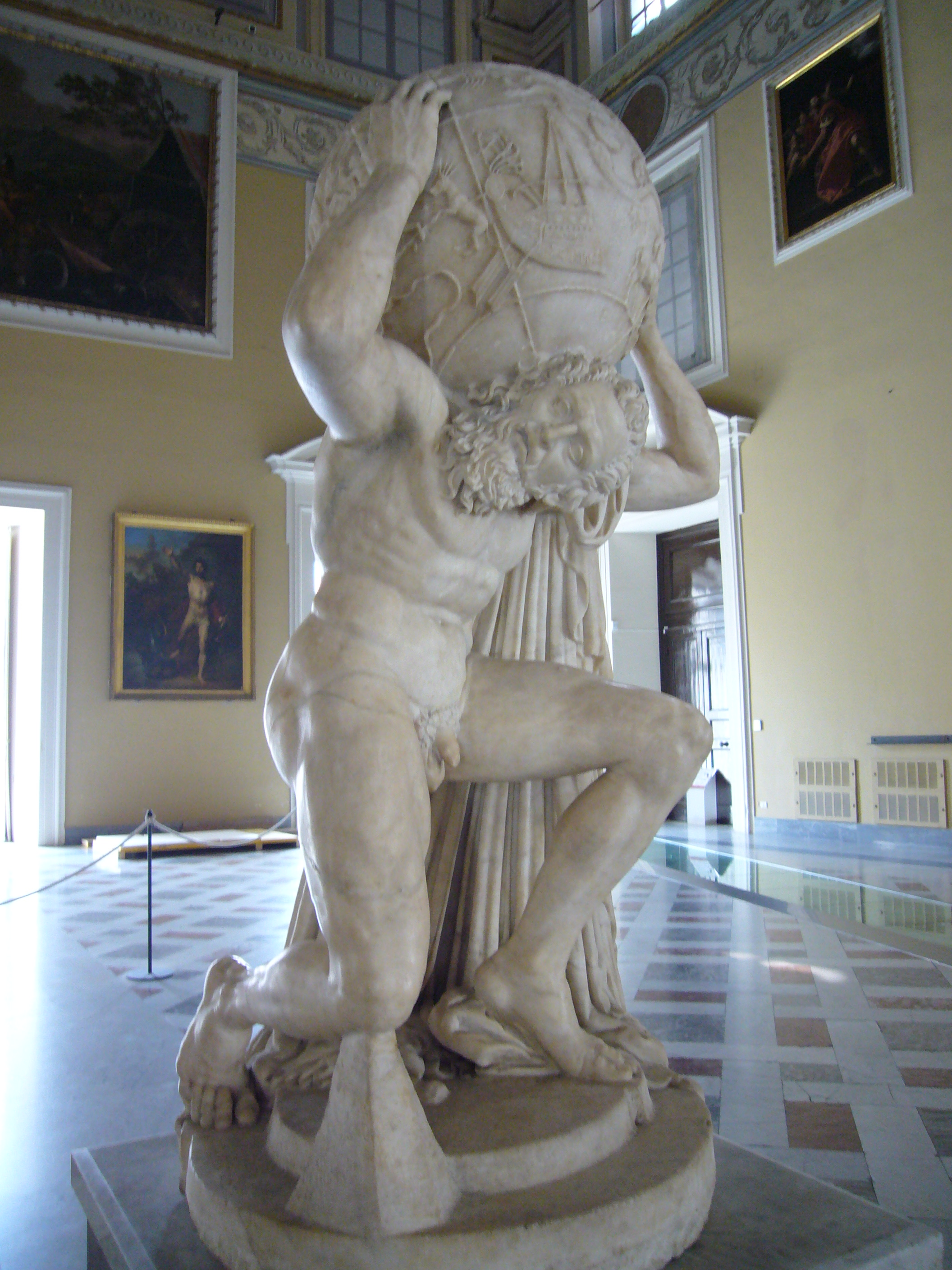
Атлант Фарнезе

Атлант (Атлас) Фарнезе — эллинистическая скульптура Атланта (Титана в греческой мифологии), датированная вторым веком нашей эры, находящаяся в настоящее время в коллекции Национального археологического музея Неаполя, это самое старое сохранившееся изображение древнегреческих созвездий. Из-за прецессии положение созвездий медленно меняется со временем. Сравнивая положения 41 созвездия с кругами сетки, можно точно определить эпоху, когда были выполнены первоначальные наблюдения. Основываясь на этой информации, созвездия были каталогизированы в 125 ± 55 до н. э. Это свидетельство указывает на то, что использовался звёздный каталог II века до н. э. греческого астронома Гиппарха. Некоторые специалисты не согласны с этим предположением, отмечая, что при тщательном рассмотрении изображения на глобусе скульптуры имеют гораздо больше отличий, чем сходств с данными Гиппарха.

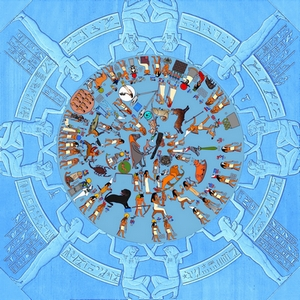
Реконструкция Дендерского Зодиака

Скульптурный Дендерский Зодиак — египетский барельеф с потолка храма, посвящённого Осирису в храмовом комплексе Хатор в Дендере, который содержит изображение знаков зодиака Тельца и Весов. Строительство этой часовни было начато в поздний период Птолемеев; её пронаос был добавлен императором Тиберием. Это позволило Жану-Франсуа Шампольону правильно датировать рельеф греко-римским периодом, однако большинство его современников относили его к Новому царству. Было высказано предположение, что рельеф, который Джон Х. Роджерс охарактеризовал как «единую полную карту древнего неба, которую мы имеем», служил основой, на которой были построены более поздние астрономические системы. Зодиак — это карта звёзд в проекции на плоскости, которая показывает 12 созвездий зодиакального пояса, формируют 36 деканов по 10 дней каждый, и планеты. Деканы — это группы звёзд первой величины; они использовались в древнеегипетском календаре, который основывался на лунном цикле продолжительностью около 30 суток и на восходе звезды Сотис (Сириус). Изображение зодиака круглой формы является уникальным для искусства Древнего Египта, более типичны — прямоугольные зодиаки, которые присутствуют в портике того же храма. Небесный купол изображён диском, который держат четыре небесные колонны в форме женщин, между которыми расположены духи с головами соколов. На первом кольце 36 духов символизируют 360 дней древнеегипетского года. На внутреннем круге можно увидеть созвездие, формирующие знаки зодиака. Некоторые из них изображены в тех же греко-римских иконографических образах (например, Овен, Телец, Скорпион и Козерог) или более поздними арабскими и западными традициями), а другие показаны в древнеегипетской форме: Водолей изображён как бог разливов Хапи, который держит две вазы, из которых потоком течёт вода.

### Рисованные карты
Первоначально для как можно более точного описания звёздного неба были разработаны звёздные глобусы. Наиболее старинные из известных звёздных карт датируются XIII веком. В 1603 году увидела свет «Уранометрия» — первый звёздный атлас современного типа, созданный немецким астрономом Иоганном Байером. В данном атласе впервые была применена система обозначений звёзд буквами греческого алфавита в зависимости от их яркости.
В XVII—XIX веках появились атласы польского астронома Яна Гевелия (1690), английского астронома Джона Флемстида (1729), немецких астрономов Иоганна Элерта Боде (1782), Фридриха Аргеландера (1843), Эдуарда Хейса (1872). Первая русская звёздная карта была составлена в 1699 году по распоряжению Петра I.
В современности широкое применение нашли изданные в XX веке звёздные атласы, составленные советским астрономом Александром Михайловым и чешским астрономом Антонином Бечваржем.

### Фотографические карты
В 1887 году Международным астрономическим конгрессом было принято решение о составлении фотографической «Карты неба». Эта работа выполнялась в обсерваториях различных стран. Результатом должно было стать создание 22 000 листов фотографического атласа всего неба до 15-й звёздной величины, однако работа осталась незавершённой.
Первый фотографический звёздный атлас был создан в США в 1967 году. Работа по его созданию была начата в 1954 году Национальным географическим обществом и Паломарской обсерваторией. Атлас содержит фотографии звёздного неба в синих и красных лучах, позволяющие различать звёзды вплоть до предельной величины 21,0 и 20,0 соответственно. Также в XX в. были изданы звёздные карты, представляющие собой репродукции с фотографий с нанесением градусной сетки (Британского Королевского астрономического общества, астрономов Иоганна Пализы, Максимилиана Вольфа и др.).